# Laura Münkler
Laura Münkler (* 13. September 1985 in Friedberg, Hessen) ist eine deutsche Rechtswissenschaftlerin.

## Leben
Die Tochter des Politikwissenschaftlers Herfried Münkler und der Literaturwissenschaftlerin Marina Münkler studierte von 2004 bis 2009 Rechtswissenschaften an der Humboldt-Universität zu Berlin. Ihre erste juristische Prüfung legte sie 2009, ihre zweite juristische Prüfung 2011 in Berlin ab.
Münkler war von 2009 bis 2012 wissenschaftliche Mitarbeiterin an der Humboldt-Universität zu Berlin und als Gastdozentin an der Universität Paris Nanterre beschäftigt. Von 2012 bis 2021 war sie zunächst wissenschaftliche Mitarbeiterin, sodann Akademische Rätin an der Ludwig-Maximilians-Universität München am Lehrstuhl für Öffentliches Recht und Verwaltungswissenschaften bei Jens Kersten. 2014 wurde Münkler mit der Arbeit Kosten-Nutzen-Bewertungen in der gesetzlichen Krankenversicherung promoviert.
Von 2016 bis 2021 war Münkler Mitglied des Jungen Kollegs der Bayerischen Akademie der Wissenschaften, zwischen 2016 und 2019 dessen stellvertretende Sprecherin. 2020 habilitierte sich Münkler, und ihr wurde die Venia legendi für Öffentliches Recht, Europarecht, Gesundheitsrecht und Rechtstheorie verliehen.
Nach einer Lehrstuhlvertretung an der Albert-Ludwigs-Universität Freiburg im Wintersemester 2020/2021 folgte sie einem Ruf an die Universität Greifswald, wo sie von 2021 bis 2022 Inhaberin des Lehrstuhls für Öffentliches Recht, insbesondere Verwaltungs- und Gesundheitsrecht war. Von 2022 bis 2023 war sie Inhaberin des Lehrstuhls für Öffentliches Recht und Rechtsphilosophie an der Julius-Maximilians-Universität Würzburg. Zum Wintersemester 2023/2024 folgte sie einem Ruf für die „Schlegel-Professur“ für Öffentliches Recht und Rechtsphilosophie an die Rheinische Friedrich-Wilhelms-Universität in Bonn.
Laura Münkler ist verheiratet und hat zwei Kinder.

## Wissenschaftliche Schwerpunkte und Rezeption
Ihre Schwerpunkte liegen in der Rechtstheorie und -philosophie, im Staats- und Verwaltungsrecht sowie im Gesundheitsrecht.
Über den von Münkler mitherausgegebenen und mit einem Vorwort versehenen Sammelband Apokryphe Schriften. Rezeption und Vergessen in der Wissenschaft vom Öffentlichen Recht urteilte Alexandra Kemmerer in der Frankfurter Allgemeinen Zeitung, die Untersuchung von Rezeptionsmechanismen in einem „unter chronischen Diversitätsdefiziten leidenden Fach“ biete „anregendes Material“. In der Legal Tribune Online empfahl der Rechtswissenschaftler Roland Schimmel Münklers Aufsatz Metaphern im Recht zur vertiefenden Auseinandersetzung mit dem Thema.
In ihrer Habilitationsschrift Expertokratie analysierte Münkler nach eigener Darstellung verschiedene Demokratietheorien, weil in einer Zeit zunehmenden Bedarfs an spezialisiertem Wissen der Staat in dem Dilemma stehe, „entweder ohne ausreichende Wissensgrundlage entscheiden zu müssen oder diese faktisch an Experten auszulagern“. Es gelte, einen Modus für den Umgang des Staates mit Expertenwissen zu finden, der zugleich wissensbasiert und demokratisch sei. Die Verfasserin akzeptiert den Nutzen von Sachverständigenwissen für Politik und Recht, lehnt aber eine Bindung des Rechts an wissenschaftliche Expertisen ab. Das Expertenwissen müsse politisierbar bleiben, damit seine Vielfalt erkennbar und nutzbar bleibe.

## Auszeichnungen
- 2014: Fakultätspreis der Juristischen Fakultät der Ludwig-Maximilians-Universität München
- 2014: Promotionspreis der Münchener Juristischen Gesellschaft

## Schriften (Auswahl)
- Kosten-Nutzen-Bewertungen in der gesetzlichen Krankenversicherung. Eine Perspektive zur Ausgestaltung des krankenversicherungsrechtlichen Wirtschaftlichkeitsgebots? (= Schriftenreihe zum Gesundheitsrecht. Band 33), Duncker & Humblot, Berlin, 2015 (Dissertation), ISBN 978-3-428-14471-6.
- Der Nichtakt. Eine dogmatische Rekonstruktion. Schriften zum Öffentlichen Recht Nr. 1294, Duncker & Humblot, Berlin 2015, ISBN 978-3-428-14688-8.
- Metaphern im Recht – Zur Bedeutung organischer Vorstellungen von Staat und Recht, in: Der Staat 2016, S. 181 ff.
- als Hrsg.: Inszenierung von Recht, Velbrück, Weilerswist 2019, ISBN 978-3-95832-173-1.
- als Hrsg.: Dimensionen des Wissens im Recht. Mohr Siebeck, Tübingen 2019, ISBN 978-3-16-156520-5.
- als Hrsg. mit Nikolaus Marsch, Thomas Wischmeyer: Apokryphe Schriften. Rezeption und Vergessen in der Wissenschaft vom Öffentlichen Recht.  Mohr Siebeck, Tübingen 2019, ISBN 978-3-16-156349-2.
- Expertokratie. Zwischen Herrschaft kraft Wissens und politischem Dezisionismus. In: Jus Publicum. 1. Auflage. Nr. 292. Mohr Siebeck, Tübingen 2020, ISBN 978-3-16-159642-1 (Habilitationsschrift).
- Praktikabilität als rechtliches Argument? In: Archiv des öffentlichen Rechts. Band 146, Nr. 4, 2021, ISSN 0003-8911, S. 595, doi:10.1628/aoer-2021-0026 (mohrsiebeck.com [abgerufen am 11. März 2024]).